# 羅曼·諾伊施泰特
羅曼·彼得罗维奇·諾伊施泰特（俄语：Роман Петрович Нойштедер；1988年2月18日—），德裔俄羅斯足球運動員，在烏克蘭第聂伯罗彼得罗夫斯克出生，司職中場，效力于俄羅斯足球超級聯賽莫斯科迪纳摩足球俱乐部。

## 球會生涯

### 緬恩斯
羅曼·諾伊施泰特的父親是祖先遷住於蘇聯的德裔足球員彼德·諾伊施泰特。1995年諾伊施泰特加入緬恩斯青年軍展開足球生涯，當時其父亦效力緬恩斯。2006/2007赛季，完成各青年梯隊後的諾伊施泰特提升至緬恩斯二隊，當時二隊教練正是其父，並獲得穩定的上場機會。2008/09球季，諾伊施泰特首次代表一隊在德乙聯賽上場。

### 慕遜加柏
2009/10球季，諾伊施泰特轉投德甲球會慕遜加柏。他在慕遜加柏首個球季只上場兩次，球隊以第十二名完成聯賽。2010/11球季，諾伊施泰特上場24次及打進1球，但球隊在聯賽以第十六名完成，在附加賽擊敗波鴻才能勉強保級成功。2011/12球季，他共上場33次及1助攻，球隊以第四名完成聯賽，獲得下賽季歐洲冠軍聯賽資格賽。季後諾伊施泰特與球會的合約完結，他選擇不續約離隊。主教練吕西安·法夫尔指他在球隊的重要性猶如哈维在巴塞隆拿般重要。

### 史浩克04
諾伊施泰特以自由身轉投史浩克04，簽約四年。首場比賽是在2012年8月19日德國盃以5-0大勝薩爾布呂肯，9月18日首次參加歐洲冠軍聯賽對奥林匹亚科斯。10月6日對沃尔夫斯堡賽事中打進在球會的首顆進球，以3-0大勝。他是唯一一位參與了球季上半季17場聯賽賽事，但自11月起他表現下滑而在下半季失去位置。歐洲冠軍聯賽第一輪淘汰賽對加拉塔沙雷，諾伊施泰特打進個人在歐冠的首顆進球，但球隊仍以總比數4-3落敗出局。2012/13球季，諾伊施泰特的中場拍擋有多次轉變，先是马尔科·赫格尔或丹尼斯·奥戈，後來是奇雲-派斯·保定。

## 國家隊生涯
諾伊施泰特代表過德國U20上場兩次，而德國U21則只有一次。他代表德國成年隊的處子戰是在2012年11月14日的友誼賽對荷蘭，在87分鐘入替同樣是沙爾克04隊友的劉易斯·霍爾特比。2013年5月29日對厄瓜多爾的友誼賽中首次以先發身份上場，在66分鐘被換出。
2016年宣布改效忠俄羅斯國家足球隊成年代表。

## 莫斯科迪纳摩
2019年8月，转会至莫斯科迪纳摩足球俱乐部。

## 外部連結
- fussballdaten.de：Roman Neustädter之統計數據 （德文）